# 중앙로 (곡성군)
중앙로(Jungang-ro)는 전라남도 곡성군 곡성읍 죽동회전삼거리에서 곡성군 곡성읍 경찰서사거리를 잇는 도로이다.

## 주요 경유지
전라남도
- 곡성군 (곡성읍)

## 노선
| 이름           | 접속 노선                        | 소재지 | 소재지 | 비고 |
| -------------- | -------------------------------- | ------ | ------ | ---- |
| 죽동회전삼거리 | 국가지원지방도 제60호선 (곡성로) | 곡성군 | 곡성읍 |      |
| 죽동교         |                                  | 곡성군 | 곡성읍 |      |
| 군청사거리     | 군청로                           | 곡성군 | 곡성읍 |      |
| 영운1교        |                                  | 곡성군 | 곡성읍 |      |
| 경찰서사거리   | 지방도 제840호선 (기차마을로)    | 곡성군 | 곡성읍 |      |
| 곡고로와 직결  |                                  |        |        |      |

## 주요시설및 건물
- CJ대한통운 곡성신읍내점 (중앙로 32/죽동리 294-13)
- 파리바게뜨 전남곡성점 (중앙로 93/읍내리 330-1)
- SK텔레콤 Tworld 전남곡성대리점 본점 (중앙로 94/읍내리 309-2)
- 곡성읍 행정복지센터 (중앙로 131/읍내리 365-2)
- 농협 곡성농협 (중앙로 138/읍내리 191-4)
- 농협 곡성농협 하나로마트 (중앙로 138/읍내리 191-4)
- 곡성경찰서 (중앙로 161/읍내리 162-2)